# Батьків (Дубенський район)
Ба́тьків — село в Україні,  у Радивилівській міській громаді Дубенського району Рівненської області. Населення становить 589 осіб.

## Географія
Селом тече річка Слонівка.

## Історія
У 1906 році село Крупецької волості Дубенського повіту Волинської губернії. Відстань від повітового міста 51 верст, від волості 1. Дворів 20, мешканців 141.
7 (20) листопада 1917 року, відповідно до Третього Універсалу Української Центральної Ради, увійшло до складу Української Народної Республіки.
12 червня 2020 року, відповідно до розпорядження Кабінету Міністрів України № 722-р від «Про визначення адміністративних центрів та затвердження територій територіальних громад Рівненської області», увійшло до складу Радивилівської міської громади Радивилівського району.
19 липня 2020 року, в результаті адміністративно-територіальної реформи та ліквідації Радивилівського району, село увійшло до складу Дубенського району.

## Населення

### Мова
Розподіл населення за рідною мовою за даними перепису 2001 року:
| Мова       | Кількість | Відсоток |
| ---------- | --------- | -------- |
| українська | 588       | 99.83%   |
| російська  | 1         | 0.17%    |
| Усього     | 589       | 100%     |

## Назва
Батьків — від староукраїнського слова «батко», що означало «брат». «Батків» (саме так записано в перших згадках про село) означало «братів», можливо" «братів наділ».

## Факти
Наприкінці XIX століття в Батькові (Баткові) було 137 дворів, 1065 православних парафіян і 10 римо-католиків. До парафії місцевої Преображенської церкви, збудованої на кошти парафіян та поміщика в 1745 році, належали села Немирівка, Березина, Прокази. Щоправда, у Немирівці була й своя церква, але її вирішили скасувати — очевидно, через неможливість підтримувати належне функціонування. До того ж храм у Батькові мав досить давні традиції. Священиками тут були: Федір Бочановський (1806 p.), Стефан Кожуховський (1816), Йосип Каплич (1822), Іоан Яновський (1829—1830), Олександр Шиманський (1834), Даниїл Піотрович (1836—1839), Іосиф Шеметович, Анфім Кавецький, Михайло Боруцький, Варфоломій Гардасевич, Авксентій Фотинський, Петро Зілітинкевич та ін. Церква мала в селі 33 десятини орних земель, до 2 десятин садибних із городом, 300 сажнів було відведено під церковний цвинтар. У 1874 році церкву відремонтували, прибудувавши до неї 4-поверхову дзвіницю. Цей храм не зберігся — за переказами, його знищили в 1920 році більшовики. А ось на старовинному цвинтарі деякі надмогильні пам'ятники ще можуть розповісти про тих, хто жили в селі, визначали його настрої. До речі, тут же могила згаданого священика Петра Зілітинкевича (29.06.1831- 6.01.1899; у 1853 р. він закінчив Волинську духовну семінарію). Тут поховані й власник Батькова Петро Жемчужников (+17.09.1888), поміщик Андрій Чуй (+10.07.1899), протоієрей Іоан Капустинський (+19.09.1923). На кладовищі — братське поховання бійців Української Народної Республіки. Цікава ще одна могила — Владислава Гакена (1877—1941), власника ставу й млина, адже це до нього, точніше — до його синів і дочки, приїздив гостювати в Батьків у свої юнацькі літа Улас Самчук, згодом видатний письменник. Враження від приїзду він згадав у книзі «На білому коні»: "І другого дня гостина у Батькові, три кілометри від міста, у незабутніх товаришів Антона і Володимира Гакенів з їх чарівною сестрою Юлінькою, романтичним млином, поетичним ставом, човном і… «ніч яка, Господи, місячна, зоряна…»

## Відомі люди
- Народився історик Орест Фотинський.
- Народився громадський і релігійний діяч Леонід Гордасевич, батько поетеси Галини Гордасевич.
- Про своє перебування в селі залишив спогади письменник Улас Самчук («На білому коні»).